# Soletur
A Soletur foi uma empresa brasileira que operou por cerca de 37 anos. 
Foi fundada em 1964 no Rio de Janeiro por Carlos Augusto Guimarães Filho, atuando no ramo do turismo até a sua falência, em 2001.